# The Sarcophagus
The Sarcophagus е турска блек метъл група, основана през 1996 година в Анкара.

## Състав
- Niklas „Kvarforth“ Olsson – вокал
- Nahemoth – китара (1996-)
- Thyrouth (formerly known as Sephiroth) – китара (1996-)
- Omer Ozzelik – китара (2010-)
- Ozan „Frostmourne“ Yildirim – бас (2007-)
- Oktay Ozturk – барабани (2010-)

Бивши членове
- Heimdall – вокал (1996 – 1999)
- Hanephi – бас (2000 – 2003)

## Дискография
Demo
- 1997 – „Pagan Storm“

EP
- 2003 – „Infernal Hordes of the Ancient Times“
- 2009 – „Hate Cult“

Full-length
- 2009 – „Towards the Eternal Chaos“